# Henryk Szmulewicz
Henryk Władysław Szmulewicz (ur. 2 września 1963 w Dąbrowie Tarnowskiej, zm. 7 sierpnia 2020 w Tarnowie) – polski duchowny rzymskokatolicki, profesor nauk teologicznych.

## Życiorys
Pochodził z parafii Szczucin. W 1982 r. zdał maturę w I Liceum Ogólnokształcącym w Tarnowie. W 1988 r. ukończył studia teologiczne w Wyższym Seminarium Duchownym w Tarnowie (magisterium zostało zatwierdzone przez Radę Wydziału Teologicznego Papieskiej Akademii Teologicznej w Krakowie). Święcenia kapłańskie przyjął 2 czerwca 1988 r. z rąk abpa Jerzego Ablewicza. Pracował jako wikariusz w parafii Matki Boskiej Bolesnej w Limanowej (1988–1991) i w parafii Miłosierdzia Bożego w Tarnowie (1991–1992).
W 1992 podjął studia specjalistyczne na Uniwersytecie Nawarry w Pampelunie w Hiszpanii, doktoryzując się w 1995 r. w zakresie teologii dogmatycznej na podstawie pracy poświęconej problemowi zmartwychwstania w pismach teologów hiszpańskich z lat 1965–1995. 1 lutego 1996 r. został mianowany sekretarzem naukowym biskupa tarnowskiego Józefa Życińskiego. W 1996 r. został zatrudniony w Instytucie Teologicznym w Tarnowie, z którego w 2004 r. powstał Wydział Teologiczny Sekcja w Tarnowie Papieskiej Akademii Teologicznej w Krakowie, przekształconej w 2009 r. w Uniwersytet Papieski Jana Pawła II. Był także wykładowcą w Wyższym Seminarium Duchownym Diecezji Kamieniecko-Podolskiej na Ukrainie.
10 marca 1997 r. otrzymał nominację na urząd delegata do spraw ekumenizmu w diecezji tarnowskiej. Ponadto sprawował obowiązki prefekta oraz ojca duchownego w Wyższym Seminarium Duchownym w Tarnowie, wicedyrektora biblioteki seminaryjnej, członka diecezjalnej Komisji Kaznodziejskiej oraz cenzora do oceny ksiąg treści religijnej.
W latach 2001–2002 pełnił obowiązki ojca duchownego w Centrum Formacji Misyjnej w Warszawie. W 2003 r. podjął posługę egzorcysty, którą pełnił przez dziesięć lat. Stopień doktora habilitowanego uzyskał w 2004 r. na Wydziale Teologii Katolickiego Uniwersytetu Lubelskiego w oparciu o rozprawę pt. Chrystocentryzm eschatologii. Analiza polskich publikacji teologicznych po ukazaniu się Katechizmu Kościoła Katolickiego (1992–2002) w kontekście postulatu eschatologii chrystocentrycznej A. Nossola. 1 lutego 2008 r. objął stanowisko profesora nadzwyczajnego Papieskiej Akademii Teologicznej w Krakowie. Tytuł naukowy profesora nauk teologicznych otrzymał 1 listopada 2015. Na Wydziale Teologicznym Sekcja w Tarnowie objął kierownictwo Katedry Teologii Fundamentalnej i Ekumenizmu.
1 grudnia 2019 r. został mianowany członkiem komisji teologicznej V Synodu Diecezji Tarnowskiej.
Specjalizował się w teologii dogmatycznej. Jego zainteresowania naukowe obejmowały m.in. podobieństwa i różnice teologii katolickiej i wybranych Kościołów chrześcijańskich.
W 1997 r. otrzymał diecezjalne odznaczenie Expositorium Canonicale, a w 2014 r. został obdarzony godnością Kanonika Gremialnego Kapituły Kolegiackiej pw. Św. Wawrzyńca Męczennika w Wojniczu.
Zmarł 7 sierpnia 2020 r. w Tarnowie, a pochowany został 10 sierpnia w kaplicy cmentarnej pod wezwaniem Miłosierdzia Bożego na cmentarzu w Szczucinie.